# Hosejn Alí Montazerí
Ájatolláh Hosejn Alí Montazerí (persky حسینعلی منتظری‎,  1922, Nadžáfábád – 19. prosince 2009, Qom) byl přední íránský duchovní, teolog, filosof a bojovník za lidská práva.

## Život
Studoval teologii v Isfahánu a později u ájatolláha Rúholláha Chomejního v Qomu. Aktivně se zapojil do protestů proti íránské monarchii, za což byl vězněn v letech 1974 až 1978 a mučen.
V roce 1979 byl jedním z klíčových vůdců islámské revoluce, která svrhla monarchii a nastolila islámský republikánský režim. Byl spolutvůrcem íránské ústavy, v níž byl ustaven princip velájat-e faqíh, vlády faqíha, tj. šíitského duchovního vůdce. Zatímco sám odvozoval tuto moc od vůle lidu a předpokládal, že reálnou moc bude vykonávat vláda, postupně převážilo mezi klíčovými duchovními pojetí skutečné moci soustředěné do rukou samotných kleriků v čele s imámem Chomejním.
Montazerí byl považován za nástupce Chomejního, než se s ním dostal do ostrého sporu o násilí páchané na opozici na konci války s Irákem. Již před tím s Chomejním nesouhlasil v názoru na spisovatele Salmana Rushdieho, na kterého Chomejní vydal fatwu. Oficiální moc zdůvodnila odstavení Montazerího do disentu tím, že byl se svým kruhem spolupracovníků napojen na mudžáhedínské teroristy v Iráku.
Na Chomejního místo se tak po jeho smrti dostal ájatolláh Chameneí. Chameneího legitimitu Montazerí otevřeně napadl v roce 1997, což vedlo k zavření jeho školy a k tomu, že byl držen v domácím vězení až do roku 2003.
Opakované zvolení Mahmúda Ahmadínežáda prezidentem Íránu v roce 2009 otevřeně označil za podvod. Vydal dokonce fatwu na Ahmadínežádovu vládu. V září prohlásil, že íránská moc páchá „zločiny ve jménu islámu“. Jeho prohlášení napomohla k přímým útokům na Chameneího v průběhu demonstrací.
V posledních letech života byl jeho vliv minimalizován zásahy cenzury - v médiích přestal být označován duchovním titulem a z náboženských knih byly odstraňovány jeho texty.
Stejně tak zamlčela oficiální média jeho titul, když zemřel ve věku 87 let v Qomu.